# Sound-G (Japon)
Albums de Brown Eyed Girls
Sound-G
(2009)
Sound-G est le premier album japonais de Brown Eyed Girls, sorti sous le label NegaNetwork le 25 août 2010 au Japon. Il arrive 54e à l'Oricon et reste classé 4 semaines pour un total de 4 563 exemplaires vendus durant cette période.

## Liste des titres
| 1.  | Glam Girl                                                               | 3:12 |
| 2.  | Abracadabra (Korean version)                                            | 3:04 |
| 3.  | Addicted                                                                | 4:24 |
| 4.  | Candy Man                                                               | 3:26 |
| 5.  | Moody Night                                                             | 3:42 |
| 6.  | So Strange                                                              | 3:31 |
| 7.  | I Won't Let You Go                                                      | 4:06 |
| 8.  | Even If You're Someone Else's                                           | 3:49 |
| 9.  | Jea's Wedding Song                                                      | 4:07 |
| 10. | DJ Cloud translates L.O.V.E – (Cloud Remix)                             | 3:54 |
| 11. | Haihm translates SECOND – (haihm rebuild)                               | 4:44 |
| 12. | east4A translates YOU – (east4A Soulsome Mix)                           | 4:15 |
| 13. | Hitchhiker translates How Come? – (Hitchhiker(Jinu) Dynamic Mix)        | 4:26 |
| 14. | Saintbinary translates HOLD THE LINE – (Saintbinary Sweet Purple remix) | 5:41 |
| 15. | Abracadabra (Japanese version)                                          | 3:04 |

## Liste des titres CD+DVD
| 1.  | Glam Girl                                                               | 3:12 |
| 2.  | Abracadabra (Korean version)                                            | 3:04 |
| 3.  | Addicted                                                                | 4:24 |
| 4.  | Candy Man                                                               | 3:26 |
| 5.  | Moody Night                                                             | 3:42 |
| 6.  | So Strange                                                              | 3:31 |
| 7.  | I Won't Let You Go                                                      | 4:06 |
| 8.  | Even If You're Someone Else's                                           | 3:49 |
| 9.  | Jea's Wedding Song                                                      | 4:07 |
| 10. | DJ Cloud translates L.O.V.E – (Cloud Remix)                             | 3:54 |
| 11. | Haihm translates SECOND – (haihm rebuild)                               | 4:44 |
| 12. | east4A translates YOU – (east4A Soulsome Mix)                           | 4:15 |
| 13. | Hitchhiker translates How Come? – (Hitchhiker(Jinu) Dynamic Mix)        | 4:26 |
| 14. | Saintbinary translates HOLD THE LINE – (Saintbinary Sweet Purple remix) | 5:41 |
| 15. | junjaman translates MY STYLE – (junjaman wet dream remix)               | 4:01 |
| 16. | Fraktal translates OASIS – (Fraktal desert is land mix)                 | 6:07 |
| 17. | Abracadabra (Japanese version)                                          | 3:04 |
| 18. | Abracadabra (Instrumental)                                              | 3:02 |

| 1. | Abracadabra        |  |
| 2. | How Come?          |  |
| 3. | Off Shot Interview |  |